# Часник волотистий
Часник волотистий, цибуля волотиста (Allium paniculatum) — вид рослин з родини амарилісових (Amaryllidaceae), поширений у Північній Африці, південній частині Європи, західній Азії.

## Опис
Багаторічна рослина, 35–45 см заввишки. Листочки дзвіночкоподібної темно-рожевого оцвітини подовжено-ланцетні, тупуваті або на верхівці з насадженим вістрям. Тичинки трохи коротші від оцвітини. Трав'яниста рослина, геофіт. Цибулина яйцеподібна. Стебла довжиною 25–70 см. Листки вузьколінійні, плоскі або рифлені, помітний виступ на спині. Листочки оцвітини розміром 6–8 × ≈ 2–4 мм. Плід від циліндричного до яйцеподібного, довжиною ≈ 5 мм, багатокутний.

## Поширення
Поширений у Північній Африці, південній частині Європи, західній Азії; натуралізований на Азорських островах.
В Україні вид зростає на трав'янистих і кам'янистих схилах — у Криму.